# Clio (Michigan)
Clio – miasto w Stanach Zjednoczonych, w stanie Michigan, w hrabstwie Genesee.